# Bipteria admiranda
Bipteria admiranda is een microscopische parasiet uit de familie Sinuolineidae. Bipteria admiranda werd in 1983 beschreven door Kovaljova Zubchenko & Krasin. 